# Верцнер Віктор Миколайович
Ві́ктор Микола́йович Ве́рцнер (4 (17) листопада 1909, Каховка, Дніпровський повіт, Таврійська губернія, Російська імперія — 9 квітня 1980, Москва, СРСР) — радянський учений в галузі прикладної фізичної оптики і електронної мікроскопії, творець першого в СРСР електронного мікроскопа.

## Життєпис
Народився 4 (17) листопада 1909 року в містечку Каховка, Російська імперія (нині місто, Херсонська область, Україна) в родині фармацевта. Трудову діяльність почав в Одесі УРСР 1926 року слюсарем.
1935 року закінчив Ленінградський політехнічний інститут і був прийнятий до Державного оптичного інституту.
Протягом 1935—1939 років — аспірант ДОІ. Працював під керівництвом майбутнього академіка АН СРСР О. О. Лебедєва, який залучив його до робіт із дифракції електронів. 1939 року за активного сприяння О. О. Лебедєва та наукового керівника ДОІ академіка С. І. Вавилова почав роботи з електронної мікроскопії. До кінця 1940 року Верцнер зі співробітниками створив перший макет електронного мікроскопа зі збільшенням до 10 000 і роздільною здатністю близько 400 Å. Роботи продовжилися під час німецько-радянської війни в Йошкар-Олі, куди евакуювали ДОІ. У 1942—1943 роках вдалося побудувати досконаліший макет мікроскопа зі збільшенням 20 000 і роздільною здатністю 150 Å. До 1946 року, згідно з постановою ДКО, створено малу серію мікроскопів зі збільшенням 25 000 і роздільною здатністю 100 Å, переданих для роботи різним підприємствам країни. 1947 року почалося промислове освоєння виробництва електронних мікроскопів ДОІ на Красногорському механічному заводі, в результаті якого 1949 року налагоджено випуск приладів ЕМ-3 з роздільною здатністю 100 Å (після модернізації 1952 року — 60 Å). Досвід розробки мікроскопів ЕМ-3 Верцнер зі співробітниками використали 1952 року для створення та подальшого (аж до 1957 року) серійного випуску електронографів ЕМ-4. Протягом 1952—1957 років методи електронної спектроскопії застосовувалися для дослідження напівпровідникових шарів, фотоопорів і германієвих діодів.
Починаючи з 1956 року В. М. Верцнер зі співробітниками вели роботи з розрахунку і розробки електронної оптики для електронних мікроскопів, електронографів, рентгенівських мікроаналізаторів, тіньових мікроскопів, низьковольтних растрових мікроскопів. У зв'язку з початком їх випуску великим числом фірм у багатьох країнах, особливо в Японії, він запропонував класифікацію різних типів мікроскопів. В основу класифікації було покладено поділ мікроскопів на три класи за роздільною здатністю: першого класу — граничної роздільності, другого класу — високої роздільності і третього класу — малої роздільності. Найбільшого поширення набули мікроскопи другого класу.
Надалі у створеній під керівництвом В. М. Верцнера лабораторії в ДОІ спільно з КМЗ, Сумським заводом електронних мікроскопів та електроавтоматики (СЗЕМіЕ) і Виборзьким приладобудівним заводом розроблено серію мікроскопів другого і третього класів — ЭМ-5 (1958), ЭМ-7 (1960), ЭМ-7М (1965), ЭМ-9 (1966) та ЭМ-11 (1967), ЭМ-8 (1967), ЭМ-14 і низку інших приладів. Представлений на Всесвітній виставці в Брюсселі (1958 рік) мікроскоп ЭМ-5, створений на КМЗ, відзначено Призом Пошани (друга премія). Огляд робіт ДОІ в галузі електронного мікроскопобудування В. М. Верцнер зі співавторами опублікували в збірниках.
Керуючи лабораторією електронної мікроскопії ДОІ, В. М. Верцнер виховав ряд висококваліфікованих фахівців. Протягом багатьох років він провадив викладацьку діяльність в ЛДУ (від 1938 року) і в Ленінградському інституті точної механіки й оптики (від 1941 року). В числі його учнів два доктори і більше 10 кандидатів наук. Він автор або співавтор понад 100 наукових публікацій та винаходів.
Раптово помер 9 квітня 1980 року в Москві під час службового відрядження.

## Нагороди та премії
- Сталінська премія другого ступеня (1947) — за створення вітчизняного зразка електронного мікроскопа
- медалі
- Золота медаль ВДНГ[ru] (1961) — ЭМ-5